# 无名 (2023年电影)
《无名》（英語：Hidden Blade）是一部由程耳编剧并执导、梁朝伟和王一博主演的中國大陸谍战片，于2023年1月22日大年初一在中国上映。2025年7月官宣4K版於8月2日重映。

## 剧情
聚焦1937年-1945年抗日戰爭時期波谲云诡的隐蔽战线，讲述地下工作者们冒着生命危险送出情报，用生命与热血保卫祖国的故事。

## 角色
| 演員   | 角色     | 介紹 |
| 梁朝伟 | 何主任   | 共產黨特務，陈小姐之夫，渡部的下屬，假裝投向日本，但事敗而遭囚禁，直至戰後獲釋。                                                                                                   |
| 王一博 | 葉秘書   | 上海人 ，共產黨特務，是何主任手下，與王隊長是好友， 與方小姐有婚約。渡部的下屬，精通日語，深得渡部的信任，因而取得關東軍佈陣地圖，令日軍大敗，戰後移居香港，角式影射汪锦元。       |
| 周迅   | 陈小姐   | 何主任之妻。 |
| 黄磊   | 張先生   | 陳小姐的搭檔，欲向何主任投誠，但被他殺害。 |
| 森博之 | 渡部先生 | 日本軍官，自稱石原派。何主任、葉秘書、唐部長、王隊長之上司，信任葉秘書，使葉取得關東軍佈陣地圖，令日軍大敗，日本投降後成為戰犯，得知自己被葉秘書出賣後，被葉秘書用剃鬚刀殺害身亡。 |
| 大鹏   | 唐部長   | 「漢奸」，投向日本，渡部的下屬，日本投降前被殺，角式影射周佛海。 |
| 王传君 | 王隊長   | 上海人，「漢奸」，投向日本，渡部的下屬，葉秘書之同鄉兼好友，因方小姐之死而反目後被葉所殺。                                                                                         |
| 江疏影 | 江小姐   | 國民黨特務，因對唐部長動情而刺殺失敗，被捕後被汪精衛判處死刑，因握有機密文件而被何主任暗地釋放。                                                                                   |
| 张婧仪 | 方小姐   | 國民黨特務，此前家裡安排與葉秘書訂婚，喬裝舞女進行滲透日方的工作。因葉秘書投靠日本而就此分開，取消訂婚。從此不相往來。                                                             |

## 制作
影片由博纳影业集团打造，是继《中国医生》和《长津湖》之后，博纳影业“中国胜利三部曲”的第三部作品。
2021年11月下旬，片方发布海报，主演梁朝伟、 王一博的角色造型首度曝光。2022年7月下旬，博纳影业集团董事长于冬出席活动时表示，影片已制作完成，将择期上映。

## 发行
2022年2月9日，长30秒的首支预告片曝光。
2023年1月1日，片方宣布正式定档大年初一中国上映。
2023年1月7日，片方发布双预告并公布9位演员的全阵容。

## 票房
中国大陆票房为9.31亿元人民币，累计观影人次为1774.9万。
韩国首日票房37,028,625韩元

### 日本
影片於2024年5月3日在日本上映以来，它不仅收获了票房佳绩，更赢得了口碑上的广泛赞誉，以5466万日元的三周累计票房，傲居2024年日本市场华语电影票房之首。

## 奖项
| 年份 | 颁奖典礼                             | 奖项                   | 入围者     | 结果 |
| ---- | ------------------------------------ | ---------------------- | ---------- | ---- |
| 2023 | 第18届中国长春电影节金鹿獎           | 最佳导演               | 程耳       | 提名 |
| 2023 | 第18届中国长春电影节金鹿獎           | 最佳摄影               | 蔡涛、廖拟 | 提名 |
| 2023 | 第18届中国长春电影节金鹿獎           | 最佳剪辑               | 程耳       | 提名 |
| 2023 | 第36屆中國電影金雞獎                 | 最佳故事片             | 《無名》   | 提名 |
| 2023 | 第36屆中國電影金雞獎                 | 最佳编剧               | 程耳       | 提名 |
| 2023 | 第36屆中國電影金雞獎                 | 最佳导演               | 程耳       | 獲獎 |
| 2023 | 第36屆中國電影金雞獎                 | 最佳男主角             | 梁朝偉     | 獲獎 |
| 2023 | 第36屆中國電影金雞獎                 | 最佳男配角             | 王一博     | 提名 |
| 2023 | 第36屆中國電影金雞獎                 | 最佳摄影               | 蔡濤、廖擬 | 提名 |
| 2023 | 第36屆中國電影金雞獎                 | 最佳美术               | 孫立       | 提名 |
| 2023 | 第36屆中國電影金雞獎                 | 最佳剪辑               | 程耳       | 獲獎 |
| 2023 | 第十五屆澳門國際電影節               | 最佳影片               | 《無名》   | 獲獎 |
| 2023 | 第十五屆澳門國際電影節               | 最佳導演               | 程耳       | 獲獎 |
| 2023 | 第十五屆澳門國際電影節               | 最佳編劇               | 程耳       | 提名 |
| 2023 | 第十五屆澳門國際電影節               | 最佳男主角             | 梁朝偉     | 提名 |
| 2023 | 第十五屆澳門國際電影節               | 最佳女主角             | 周迅       | 提名 |
| 2023 | 第十五屆澳門國際電影節               | 最佳男配角             | 大鵬       | 提名 |
| 2023 | 第十五屆澳門國際電影節               | 最佳女配角             | 江疏影     | 提名 |
| 2023 | 第十五屆澳門國際電影節               | 最佳攝影               | 蔡濤、廖擬 | 提名 |
| 2023 | 第十五屆澳門國際電影節               | 最佳新人               | 王一博     | 提名 |
| 2023 | 第十五屆澳門國際電影節               | 最佳新人               | 張婧儀     | 提名 |
| 2024 | 第17屆亞洲電影大獎                   | 最佳新演員             | 王一博     | 提名 |
| 2024 | 中国电影导演协会2020年至2023年度表彰 | 年度导演（2023年度）   | 程耳       | 提名 |
| 2024 | 中国电影导演协会2020年至2023年度表彰 | 年度编剧（2023年度）   | 程耳       | 提名 |
| 2024 | 中国电影导演协会2020年至2023年度表彰 | 年度男演员（2023年度） | 王传君     | 提名 |
| 2025 | 第20届中国电影华表奖                 | 优秀故事片奖           | 《无名》   | 提名 |
| 2025 | 第20届中国电影华表奖                 | 优秀电影摄影奖         | 蔡涛、廖拟 | 獲獎 |

## 注解
1. ↑  截至2023年3月26日